# Lastier
Lastier（ラスティア）は、日本のヴィジュアル系ロックバンド。新潟県出身。1996年結成。1998年、日本コロムビアよりメジャーデビューした。

## 概要・来歴
ヴィジュアル系バンドを紹介するテレビ朝日系のテレビ番組『Break Out』出身。
1998年7月1日に1stシングル「SkY」にて、日本コロムビアよりメジャーデビュー。ジョー・リノイエ主宰の音楽レーベル、JeRRyBeanからのデビューとなる。本作はテレビ朝日系『所さんのこれアリなんじゃないの!?』エンディングテーマと ABCテレビ『デジタルネバーランド』エンディングテーマのタイアップ曲として起用。また、カップリング曲の「FOLLOW THE WIND」は、新潟テレビ21『'98 夏の高校野球中継』テーマ曲としても起用された。
同年8月25日、日本武道館にて開催の「Break Out祭 '98 in 日本武道館」に出演。
同年9月23日、2ndシングル「WILL」リリース。同楽曲はテレビ朝日系『目撃!ドキュン』エンディングテーマに起用、カップリング収録されている「Waitin' For The Rain」は新潟日産のCMソングとなっている。
同年11月25日、3rdシングル「Rebirth」リリース。
1999年2月24日、4thシングル「ALONE」リリース。同楽曲はフジテレビ系『奇跡体験!アンビリバボー』エンディングテーマとして起用されており、カップリング収録されている「だから僕らは…」は2ndシングルのカップリング曲に引き続き、新潟日産のCMソングとなっている。
同年3月24日、メジャー1stアルバム「DEPARTURES」リリース。
同年9月18日、5thシングル「Dive into shine」リリース。本作はテレビアニメ『神風怪盗ジャンヌ』オープニングテーマに起用。初のアニメタイアップ作品となった。
2000年2月23日、6thシングル「SEEDS style2000」リリース。本作はテレビアニメ『マイアミ☆ガンズ』オープニングテーマに起用された。インディーズ時代にリリースされたシングル作品「SEEDS」がリアレンジされた楽曲となっている。
同年12月20日、ミニアルバム「-R-」リリース。本作はメジャーを離れ、自主制作でのリリース作品となる。
2001年5月3日、解散。
2012年1月7日、新潟CLUB RIVERSTで開催の東日本大震災復興支援チャリティーライブ「Sailing to the NEW WORLD」にて復活。
当時のヴィジュアルシーンの中では珍しく、メロディと歌唱力が評価されデビューが決まった。ボーカル石山竜市の魅力については、『Break Out』の番組中でプロデューサーであるジョー・リノイエが熱く語っている。そしてプロデューサーが二人つくという異例のPMは当時TV番組などでも大きく取り上げられた。

## メンバー
石山竜市（いしやまりゅういち）（2月13日 - ）
ボーカル担当。血液型はA型。新潟県出身。解散後はseek4で活動後、ソロにて活動。
高崎智彰（たかさきともあき）
メインギター担当。
Yuki（ゆき）
ベース担当。
Ryo（りょう）
ドラムス担当。

### 元メンバー
Kyoichi（きょういち）
バンドのリーダーであり、ギター担当。現在は主にmilktubでのサポートやアニメ、ゲーム作品への曲提供をしている。2000年5月頃脱退。

### サポートメンバー
DAI（だい）
レコーディングやライブでの参加。サイドギター担当。結成当時のマニピュレーターは、ex.actのTaKAであった。

## 作品

### デモテープ
|     | タイトル | 発売日     | 品番      | 備考 |
| --- | -------- | ---------- | --------- | ---- |
| 1st | EDEN     | 1996年7月  | RIP-005LA |      |
| 2nd | SCENE    | 1996年12月 | RIP-006LA |      |
| 3rd | Sign     | 1997年4月  |           |      |

### シングル

#### インディーズ
|     | タイトル | 発売日        | 品番        | 備考                                             |
| --- | -------- | ------------- | ----------- | ------------------------------------------------ |
| 1st | SEEDS    | 1998年2月27日 | BREAK-02011 |                                                  |
| 2nd | GROW     | 1998年3月27日 | BREAK-02012 |                                                  |
| 3rd | FLOWERS  | 1998年4月27日 | BREAK-02013 |                                                  |
| 4th | SEEDS    | 1998年5月30日 | COCA-15080  | リマスタリング再発、ボーカルレスバージョン収録。 |
| 5th | GROW     | 1998年5月30日 | COCA-15081  | リマスタリング再発、ボーカルレスバージョン収録。 |
| 6th | FLOWERS  | 1998年5月30日 | COCA-15082  | リマスタリング再発、ボーカルレスバージョン収録。 |

#### メジャー
|     | タイトル        | 発売日         | 品番       | 備考                            |
| --- | --------------- | -------------- | ---------- | ------------------------------- |
| 1st | SkY             | 1998年7月1日   | CODA-1535  | c/w：FOLLOW THE WIND            |
| 2nd | WILL            | 1998年9月23日  | CODA-1628  | c/w：Waitin' For The Rain       |
| 3rd | Rebirth         | 1998年11月25日 | CODA-50009 | c/w：the snowfall avenue        |
| 4th | ALONE           | 1999年2月24日  | CODA-50042 | c/w：だから僕らは…              |
| 5th | Dive into shine | 1999年9月18日  | CODA-50116 | c/w：Freeze Out                 |
| 6th | SEEDS style2000 | 2000年2月23日  | COCA-50502 | c/w：この夜空の果て／is the END |

### アルバム
|     | タイトル   | 発売日         | 品番        | 備考               |
| --- | ---------- | -------------- | ----------- | ------------------ |
| 1st | IN REASON  | 1997年7月7日   | BREAK-02004 | インディーズ作品。 |
| 2nd | Birthplace | 1997年12月12日 | BREAK-02008 | インディーズ作品。 |
| 3rd | DEPARTURES | 1999年3月24日  | COCP-50054  | メジャー作品。     |
| 4th | -R-        | 2000年12月20日 | TACS-0002   | インディーズ作品。 |

#### オムニバス参加アルバム
| タイトル                                              | 発売日         | 品番        | 参加曲       |
| ----------------------------------------------------- | -------------- | ----------- | ------------ |
| THE END OF THE CENTURY ROCKERS Ⅳ                      | 1997年8月21日  | TCCN-30037  | キミノ嘘     |
| HYPER-INDEX THE FINAL EVOLUTION 1997                  | 1997年10月27日 | PCCAX-00006 | Ever Green   |
| BreakOut 新潟 10th Anniversary RISKY NIGHT            | 1998年02月09日 | BREAK-02009 | 花の咲く場所 |
| THE BEST OF réveil 〔un〕 VISUAL ROCK BEST COLLECTION | 1999年2月24日  | TECN-28485  | キミノ嘘     |

### VHS
|     | タイトル                           | 発売日         | 品番       | 備考   |
| --- | ---------------------------------- | -------------- | ---------- | ------ |
| 1st | Mind～Visual Ver.1 SkY/WILL～      | 1998年11月25日 | COVA-50022 | PV集。 |
| 2nd | Mind～Visual Ver.2 Rebirth/ALONE～ | 1999年5月19日  | COVA-50077 | PV集。 |

## タイアップ一覧
| 使用年 | 曲名                 | タイアップ                                                                   |
| ------ | -------------------- | ---------------------------------------------------------------------------- |
| 1998年 | SkY                  | テレビ朝日系『所さんのこれアリなんじゃないの!?』エンディングテーマ           |
| 1998年 | SkY                  | ABCテレビ『デジタルネバーランド』エンディングテーマ                          |
| 1998年 | FOLLOW THE WIND      | 新潟テレビ21『'98 夏の高校野球中継』テーマ曲                                 |
| 1998年 | WILL                 | テレビ朝日系『目撃!ドキュン』エンディングテーマ                              |
| 1998年 | Waitin' For The Rain | 新潟日産 CMソング                                                            |
| 1999年 | ALONE                | フジテレビ系『奇跡体験!アンビリバボー』1月クールエンディングテーマ           |
| 1999年 | だから僕らは…        | 新潟日産 CMソング                                                            |
| 1999年 | Dive into shine      | テレビ朝日系アニメ『神風怪盗ジャンヌ』 オープニングテーマ（第28話 - 第44話） |
| 2000年 | SEEDS style2000      | 毎日放送ほかアニメ『マイアミ☆ガンズ』オープニングテーマ                      |

## ヘビーローテーション/パワープレイ

### ラジオ
| 放送年 | 曲名    | ラジオヘビーローテーション/パワープレイ |
| ------ | ------- | --------------------------------------- |
| 1998年 | Rebirth | FM-NIIGATA 1998年11月度パワープレイ     |